# Jean-Jacques Rasolondraibe
Jean-Jacques Rasolondraibe (ur. 1947) – malgaski wojskowy, pułkownik, polityk, tymczasowy premier Madagaskaru od 31 maja do 5 lipca 2002.
Członek partii Stowarzyszenie na rzecz Odrodzenia Madagaskaru (AREMA), sprzymierzonej z Didierem Ratsiraką, prezydentem od 1997. Sprawował funkcję ministra spraw wewnętrznych w rządzie Tantely Andrianarivo. Po wyborach prezydenckich z 2002 roku zwycięzcami ogłosili się zarówno Ratsiraka, jak i Marc Ravalomanana. Sprawowali oni władzę w sposób konkurencyjny, a zwolennicy dotychczasowego prezydenta kontrolowali głównie wybrzeże kraju, za swoją siedzibę obierając Mahajanga. 5 maja 2002 Marc Ravalomanana powołał własnego premiera Jacquesa Syllę. Jednocześnie działał dotychczasowy premier z nominacji Ratsiraki, Tantely Andrianarivo, który został 31 maja tymczasowo zastąpiony właśnie przez Rasolondraibe. W połowie czerwca Ratsiraka wyleciał na tydzień do Francji, pozostawiając zdezorientowanego premiera samego w kraju. W lipcu 2002 opór Ratsiraki ostatecznie się załamał i zarówno on, jak i Rasolondraibe wyjechali do Francji i zaprzestali walk o władzę. Polityk powrócił do kraju dopiero w 2011.